# Маргарет Димитрова
Маргарет Драганова Димитрова е българска филоложка, палеославист, университетска преподавателка-професор в Софийския университет.

## Биография
Родена е на 5 януари 1964 г. в село Брестница, Ловешка област. Дъщеря е на доц. д-р Илка Симеонова-Драганова от село Долни Лом, научен сътрудник в Института по икономика и организация на селското стопанство в София. През 1969 г. семейството й се премества в столицата. През 1983 г. завършва НГДЕК „Константин-Кирил Философ“. Следва българска филология в Софийския университет, където се дипломира с отличие през 1988 г. Завършва с отличие и магистърската програма по медиевистика в Централноевропейския университет в Будапеща (1993-1994). През 1998 г. защитава докторска дисертация на тема „Гръцки и латински заемки в хърватски глаголически мисали“ в същия университет.
От 1995 г. до 2002 г. е асистент и гл. асистент по старобългарски език и история на българския език в Югозападния университет в Благоевград. От 2002 г. е главен асистент по същите дисциплини в Софийския университет. През 2006 г. става доцент, а през 2014 г. – професор в Катедра „Кирилометодиевистика“ на Факултета по славянски филологии на Софийския университет.
Специализира в Старославенския институт в Загреб през 1994 и 1998 г., в Оксфордския университет през 1996 г., в Хилендарската изследователска библиотека и в Центъра за средновековни славистични изследвания в Университета в Кълъмбас, Охайо, САЩ, през 1999, 2001 и 2009 г., и в Москва през 2008 г. Участва в над 60 научни конференции и форуми в Англия, Германия, Полша, Румъния, Русия, САЩ, Сърбия, Франция и др. През 1998 г. е гост лектор по средновековна славянска книжнина в Централноевропейския университет в Будапеща.
В Софийския университет преподава дисциплините „История на българския език“, „Религии и култове на Балканите“, „Средновековни славянски преводи“, „Глаголица и култура в хърватските земи“, „Езикът на средновековното всекидневие“ в бакалавърска и магистърска степен. Ръководителка е на проекта „Зографски дигитален архив в СУ „Св. Климент Охридски“, както и на славистичния екип. Има над 160 публикации върху средновековни южнославянски преводи от гръцки и латински, късната българска ръкописна традиция, адаптирането на гръцките заемки в историята на българския език, „Песен на песните“ в южнославянското средновековие, каноничните молитви за родилки и новородени, молитвите на св. Трифон; преписите и преработките на „История славянобългарска“ и др. Научните й интереси и преподавателска дейност са в областта на старобългарския книжовен език, историята на българския книжовен език и неговите диалекти, средновековната славянска книжнина, библейските преводи и богослужебните текстове, историята на гръцко-българските езикови контакти, историята на християнството, религиите и култовете на Балканите, хърватската глаголическа книжнина, историческата антропология и етнология, християнството и езика и др.

## Публикации
Книги
- Паисий Хилендарски. История славянобългарска. Критическо издание с превод и коментар, Света Гора Атонска, 2012, 2013, 2015, 2016. ISBN 978-619-152-094-7 (съавт. Д. Пеев, П. Петков, Ал. Николов, иерод. Атанасий)
- История славянобългарска. Гладичов препис, Болид-Инс, София, 2012. ISBN 978-954-394-100-1 (съавт. Д. Караджова, И. Харалампиев, Н. Драгова)
- Каталог на славянските ръкописи от Зографската света обител (287-405), Зографски манастир, Света Гора, 2017. ISBN 978 954 770 443 5 (съавт. К. Иванова, Е. Мусакова и др.)
- Drugi Beramski brevijar. Hrvatskoglagoljski rukopis 15. stoleća. Dio 1., Staroslavenski institut, Zagreb, 2018. ISBN 978-953-6080-26-7 (съавт. M. Mihaljević, V. Stipčević, I. Botica и др.)
- Терминологичен речник на Йоан Екзарх, УИ „Св. Климент Охридски", София, 2019. ISBN 978-954-07-4627-2 (съавт. И. Христов, М. Димитрова, Д. Драгнев и др.)

Монографии
- Тълкувания на Песен на Песните в ръкопис 2/24 от Рилската света обител, изд. „Херон Прес“, София, 2012.
- Средновековни молитви за родилки (критическо издание), изд. „Херон Прес“, София, 2014, ISBN 978-954-580-345-1
- Традиционното облекло в България. Документи от 1888-1889 г., УИ „Св. Климент Охридски", София, 2021. ISBN 978-954-07-5103-0 (съавт. М. Иванова, И. Станоева, Д. Младенова, М. Александрова, Х Ро Хауге, Д. Русев)

Студии
- Greek and Latin Loans in Croato-Glagolitic Missals: Archaic and Innovative Morphological Forms of Masculine Nouns, – В: Byzantinoslavica, том: 59, бр. 2, 1998, с. 367-404
- Другите авторитети. Слова против магьосници и баячки в дамаскинарската традиция. – В: Годишник на СУ „Св. Климент Охридски”, Център за славяно-византийски проучвания „Иван Дуйчев”, том: 92 (11)/ за 2002 г., 2003, с. 81-99 (съавт. А. Ангушева)
- Мануиловият апостол. – В: Старобългарска литература, том: 33-34, 2005, с. 356-379 (съавт. Е. Мусакова, А. Бояджиев)
- Една поема на Михаил Псел в ръкопис 2/24 от Рилската света обител. – В: Mediaevalia Christiana, том: Власт, образ, въобразяване , бр. 1, ред. Г. Казаков и Цв. Степанов, 2005, с. 130-161
- Молитви за родилка, новородено и баба преди четиридесетия ден: бележки върху пазените в Хилендарския манастир требници. – В: Love of Learning and Devotion to God in Orthodox Monasteries. Selected Proceedings of the 5th International Hilandar Conference. Vol. 1., ред. Мирољуб Joковић, Daniel Collins, M. A. Johnson, Predrag Matejic, изд. Београд, Columbus: Рашка школа, Resource Center for Medieval Slavic Studies, The Ohio State University, 2006, с. :269-291
- Словата за пророк Илия от Климент Охридски и от Григорий Цамблак в контекста на библейските текстове и византийската традиция (интертекстови полета и стратегии на подбора). – В: Християнска агиология и народни вярвания. Сборник в чест на ст. н. с. Е. Коцева, ред. А. Милтенова, Ел. Томова, Р. Станкова, 2008, с. 370-403 (съавт. А. Ангушева)
- Апокрифът за апостол Тома в късната дамаскинарска традиция. – В: Годишник на Асоциация „Онгъл”. Т. 8: Владетелят и светецът, том: 8, 2009, с. 238-260 (съавт. А. Бояджиев)
- Песен на Песните в славянското Средновековие: преводи и тълкувания. – В: Класически и модерни измерения на религиозното откровение. Сборник с материали от две конференции: Библия и класическа древност; Религия и контекст, ред. Н. Гочев, П. Рогалски, Ч. Хаджиев, Изд. АРУКО, 2009, с. 91-132
- Атонската редакция на библейските перикопи и Словото на Кирил Александрийски за пророк Даниил в творбата на Цамблак за тримата отроци в пещта и Даниил. – В: пѣние мало георгию. Сборник в чест на 65-годишнината на проф. дфн Георги Попов. , ред. М. Йовчева и др., 2010, с. 307-335 (съавт. А. Ангушева, М. А. Джонсън)
- Свети-Димитровски текст, намерен в Бачковския манастир. – В: Bulgaria medievalis, том: 2, 2011, с. 311-358 (съавт. В. Тъпкова-Заимова)
- Текстът на Оглашението в епохата на цар Иван Шишман. – В: Годишник на Асоциация «Онгъл», том: Епос – език – мит, бр. 9, ред. Р. Малчев, К. Рангочев, Н. Ненов, М. Димитрова, Изд „РОД“, 2011, с. 136-159
- Из историята на Историята – преписи и преработки на Паисиевия текст. – В: Паисиеви четения. 250 години ;История славянобългарска". Пловдив, 2-3 ноември 2012 г. Научни трудове – Пловдивски университет „Паисий Хилендарски”. Филология. т. 50, кн. 1. сб. А, Издателство на Пловдивския университет ;Паисий Хилендарски", 2012, с. 50-72 (съавт. Д. Пеев)
- Biblical Quotations in the Late South Slavonic Translation of Catena B2 with Commentaries on the Song of Songs. –В: The Bible in Slavic Tradition, ред. A. Kulik, C. M. MacRobert, S. Nikolova, M. Taube, and C. Vakareliyska, изд. Brill, 2016, с. 215-242
- Quadruplets – Four South Slavonic Amulet Books from the Seventeenth and the Eighteenth Century: Genre, Context, Language. – В: is et Sapientia: Studia in honorem Anisavae Miltenova: Нови извори, интерпретации и подходи в медиевистиката., ред. А. Ангушева, М. Димитрова, М Йовчева, М. Петрова-Танева, Д. Радославова, Издателски център „Боян Пенев“, 2016, с. 769-796 (съавт. А. Ангушева, М. А. Джонсън)
- Bulgarian Studies on the Reception of Byzantine Literature in Medieval Bulgaria. – В: Medieval Bulgarian Art and Letters in a Byzantine Context, ред. E. Bakalova, M. Dimitrova, and M. A. Johnson, Sofia: American Research Center in Sofia, 2017, с. 297-364
- Молитвите на св. Трифон в требник № 167 от Хилендарския манастир. – В: Старобългарска литература, том:48, 2013, с. 328-351
- Правописно-езиков профил на един български администратор от 1889 г. (Софиско оръжие). – В: Известия на Института за български език, том:31, 2018, с. 107-136
- Evergreen Text and Ever-Changing Language: The Journey of Theodora’s Soul in Gaster 1572 from The John Rylands Library, Manchester. – В: Годишник на Факултета по славянски филологии, СУ „Св. Климент Охридски“, vol:105, 2020, с. 5-42 (съавт. А. Ангушева, „ Алън Джонсън)
- Относителното местоимение „който" в административни документи от 1888/1889 г. – В: Кирило-Методиевски студии, том: Славянски текстове и традиции. Сборник в чест на Катрин Мери Макробърт, брой:31, ред. Св. Николова, Р. Клеминсън, В. Желязкова, М. Димитрова, БАН, Кирило-Методиевски научен център, 2021, с. 421-464
- Паисий Хилендарски: 300 години от рождението му и 260 години от завършването на „История славянобългарска“. – В: Българистика, том:44, 2022, с. 9-32 (съавт. Д. Пеев)
- От монашеската килия към селската църква, даскал ската соба и еснафския дюкян: преписи и преписвачи на „История славянобългарска“. –В: В началото бе „Историята“: Сборник с материални от национална научна конференция, организирана по повод 300 години от рождението на Паисий Хилендаски и 260 години от написването на „История славянобългарска“ Банско, 26 май 2022 г., ред. П. Стоянович, Пл. Божинов, Изд. „Проф. Марин Дринов" Издателство на БАН, 2023, с. 42-71
- Устност, език, текст и вариации в Словото за празници бабини на Йосиф Брадати. – В: Старобългарска литература, том:69-70, 2024, с. 217-286 (съавт. А. Ангушева)
- Слово ради самовили от Женския сборник на Йосиф Брадати: контекст, реалии, език. – В: Света Гора, България, Балканите. Сборник в чест на професор Петко Д. Петков , ред. И. Христова-Шомова, М. Димитрова и др.,  УИ „Св. Климент Охридски", 2024, с. 187-238 (съавт. А. Ангушева)

Учебна литература
- Литература за 9 клас. Профилирана подготовка, изд. Просвета, 2001. ISBN 954-01-1128-5 (съавт. В. Герджикова, А. Ангушева)
- Литература за 9 клас, изд. Просвета, 2001. ISBN 954-01-1062-9 (съавт. В. Герджикова, А. Тиханова)
- Литература за 9 клас. Второ преработено издание, изд. Просвета, 2012. ISBN 978-954-01-2661-6 (съавт. В. Герджикова, А. Ангушева)
- Интерактивен практикум към електронен курс "История на българския език“, изд. Просвета, 2014 (съавт. Г. Ганева).

Речници
- Корективен речник на чужди думи в българския език, УИ „Св. Климент Охридски“, София, 2012. ISBN 978954-07-3385-2 (в съавт.)
- Речник на езика на Патриарх Евтимий Т. 2, с. 65-227 и 469-478, УИ „Св. Климент Охридски“, София, 2020, ISBN 978-954-07-4941-9
- Избрани християнски произведения. В помощ на читателя: За правописа и езика на публикуваните в това издание Влайкови творби, стр. 15-21; Речник на редки и остарели думи, стр. 486-531, Зографски манастир, София, 2023. ISBN 978-954-770-480-0

Освен това към 2024 г. е авторка на около 100 научни статии на английски и български език, на около 60 доклада от конференции и на други публикации.